# マガジンファイル
マガジンファイルは、雑誌保存用のファイルの一種。
特に薄い冊子を保存する際に有効であり閲覧に便利である。使い方は雑誌の中心部を開き上下をピンで止める為、雑誌に穴をあける必要が無く製本する必要も無い。現在では製造している会社は少なくなってしまった様である。置いている文具店は少ない。一部通販を行っている会社がある。